# NGC 2280
NGC 2280 est une immense galaxie spirale située dans la constellation du Grand Chien. NGC 2280 a été découverte par l'astronome britannique John Herschel en 1837.

## Caractéristiques
La classe de luminosité de NGC 2280 est III-IV et elle présente une large raie HI. Elle renferme également des régions d'hydrogène ionisé.

### Distance
Sa vitesse par rapport au fond diffus cosmologique est de 2 044 ± 10 km/s, ce qui correspond à une distance de Hubble de 30,2 ± 2,1 Mpc (∼98,5 millions d'al).
À ce jour, 29 mesures non basées sur le décalage vers le rouge (redshift) donnent une distance de 22,697 ± 4,966 Mpc (∼74 millions d'al), ce qui est tout juste à l'extérieur des valeurs de la distance de Hubble. Notons cependant que c'est avec la valeur moyenne des mesures indépendantes, lorsqu'elles existent, que la base de données NASA/IPAC calcule le diamètre d'une galaxie et qu'en conséquence le diamètre de NGC 2280 pourrait être d'environ 182 kpc (∼594 000 al) si on utilisait la distance de Hubble pour le calculer.

### Luminosité dans l'infrarouge
La luminosité de la galaxie NGC 2280 dans l'infrarouge lointain (de 40 à 400 µm)  est égale à 1,05 × 1010 {\displaystyle L_{\odot }} (1010,02{\displaystyle L_{\odot }}) et sa luminosité totale dans l'infrarouge (de 8 à 1 000 µm) est de 1,35 × 1010 {\displaystyle L_{\odot }} (1010,13{\displaystyle L_{\odot }}).

## Morphologie

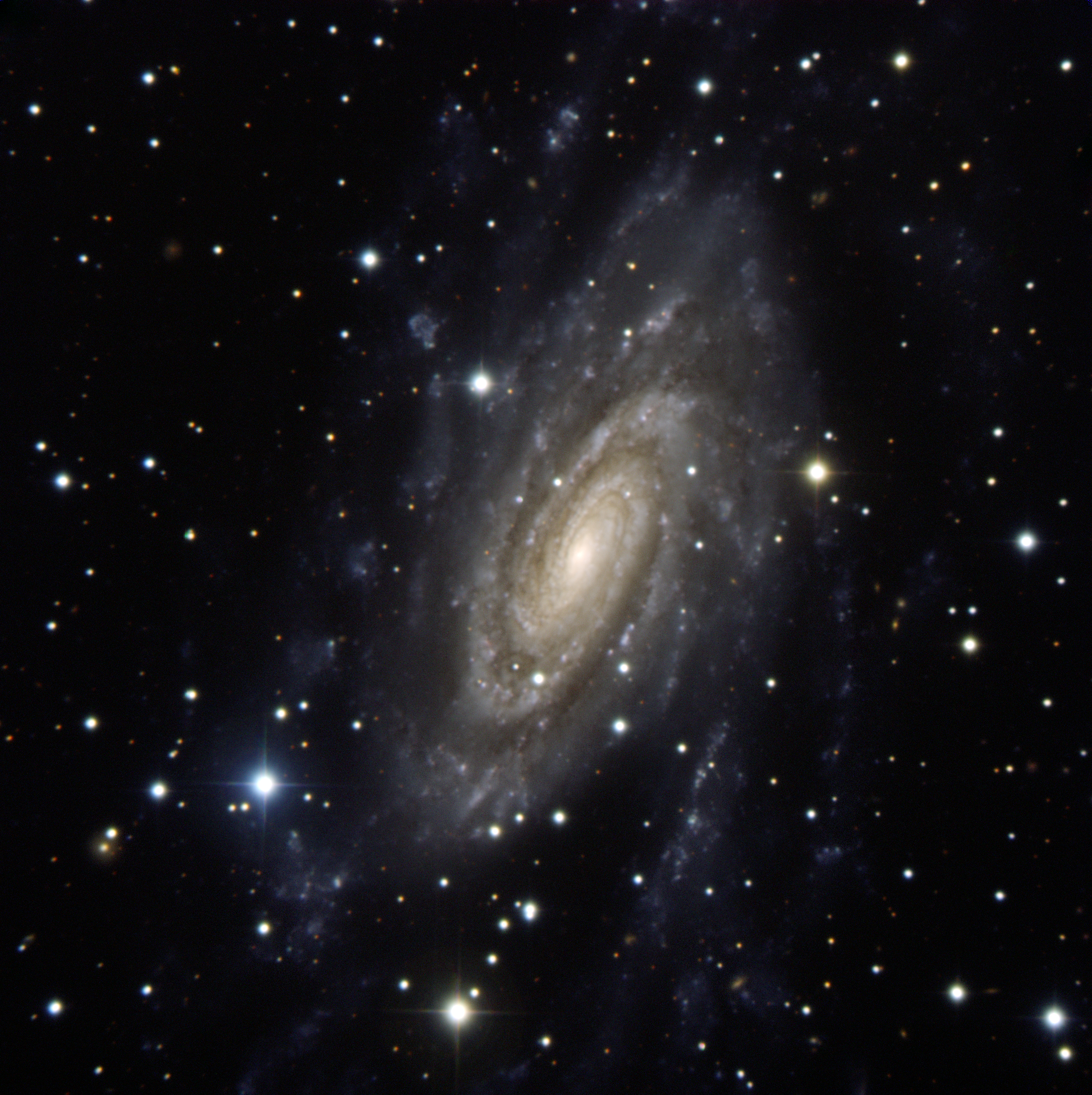
NGC 2280 capturée par EFOSC2 (ESO Faint Object Spectrograph and Camera).

Eskridge, Frogel et Pogge ont publié un article en 2002 décrivant la morphologie de 205 galaxies spirales ou lenticulaires rapprochées. Les observations ont été réalisées dans la bande H de l'infrarouge et dans la bande B (le bleu). Selon Eskridge et ses collègues, NGC 2280 est de type Sab dans la bande B et SBbc dans la bande H. Le noyau de NGC 2280 est petit et brillant. Il est intégré dans une courte barre de faible luminosité. Des bras spiraux émergent des extrémités du petit axe du bulbe. Dans le disque interne, les bras sont étroits et de haute brillance de surface. Ils deviennent brusquement de faible brillance de surfce et se diffusent à la bordure du disque interne. Les deux bras de NGC 2280 sont lisses. Le bras oriental peut être suivi sur ~540°. Le bras ouest s'estompe après ~360°. Les bras extérieurs sont plus noueux que les bras intérieurs.

## Supernova
La supernova SN 2001fz a été découverte dans NGC 2280 le 15 novembre 2001 par Y. L. Qiu et J. Y. Hu de l'observatoire astronomique de Pékin (BAO). Cette supernova était de type II.

## Groupe de NGC 2280
NGC 2280 est la galaxie la plus grosse et la plus brillante d'un groupe d'au moins 5 galaxies qui porte son nom. Le groupe de NGC 2280 comprend les galaxies NGC 2293, ESO 490-45, ESO 490-10 et NGC 2292.